# Terfens
Terfens je obec v Rakousku ve spolkové zemi Tyrolsko v okrese Schwaz.
Žije zde 2 057 obyvatel (1. 1. 2011).